# Ctenomys colburni
Ctenomys colburni és una espècie de mamífer rosegador histricomorf de la família dels ctenòmids. És endèmica de l'Argentina. El seu nom específic, colburni, és en honor d'E. A. Colburn, un col·lega de Joel Asaph Allen.